# Alithia
Alithia (en griego: Αλήθεια, la verdad) es un diario chipriota escrito en griego que tiene una tirada diaria de unos 11.000 ejemplares. Se fundó en 1952 como revista, pero se convirtió en diario en1982. Tiene su sede en Nicosia.

## Vínculo exterior
- Su sitio Internet (solo en Griego)
- Alifhia en línea

- Datos: Q2837227